# Fundacja Sułkowskich
Fundacja Sułkowskich
Książę August Kazimierz Sułkowski, syn ks. Aleksandra Józefa Sułkowskiego, rozumiał konieczność edukacji dla odrodzenia Polski. W 1774 otworzył szkołę w Rydzynie dla synów ubogiej szlachty. Wybudował dwa budynki – jeden dla samej szkoły, drugi służył jako internat dla studentów i ojców pijarów, którzy szkołę prowadzili, na podstawie umowy zawartej już w 1765. Ten ostatni budynek istnieje do dziś, a mieści się w nim rydzyńska szkoła podstawowa. Pierwszy budynek został wzniesiony, gdy rząd pruski wydalił pijarów i zamknął szkołę w 1820.
6 maja 1776 August ogłosił pierwszy statut Ordynacji Sułkowskich na podstawie uchwały Sejmu  z 1775 r. W tekście Ordynacji podano jej cel: "...fundusze Ordynacji Sułkowskich mają być obracane zawsze niepodzielnie i zawsze niezmiennie na wychowanie narodowej szlacheckiej młodzieży świeckiego stanu, tak aby to wychowanie przysparzało Ojczyźnie pożytecznych i zdatnych obywateli...". Majątek Ordynacji był zapisany na rzecz Komisji Edukacji Narodowej w momencie wymarcia ostatniego z męskich potomków tej rodziny. Wtedy Ordynacja miała nosić nazwę "Fundacji Książąt Sułkowskich".
Ostateczny statut Ordynacji został ogłoszony 16 stycznia 1783 po włączeniu do niej całego majątku brata Aleksandra i połowy majątku młodszego brata Antoniego. Majątki obejmowały wówczas większość miasta Rydzyna wraz z okazałym zamkiem, rozmaite obiekty w miastach Leszno, Kobylin i ponad 25 wsi i małych miasteczek w tej części Wielkopolski, oraz kilka obiektów w Warszawie i innych częściach Polski.
Natomiast trzeci brat, Franciszek, do Ordynacji nie wszedł i zatrzymał dla siebie dziedzictwo, do którego wchodził zamek z majątkami w Bielsku cieszyńskim.

## Pod zaborem pruskim
Wkrótce po ostatecznym ogłoszeniu Ordynacji obaj starsi bracia August i Aleksander zmarli w 1786. Ponieważ nie mieli dzieci, ordynatem został Antoni. Długi braci i samej Ordynacji były dla niego wielkim problemem. Apelował do Sejmu i w 1791 dostał zezwolenie na sprzedaż majątków w Kobylinie, Zdunach i Wijewie za ponad 3 miliony złotych. Okupacja kraju przez wojska pruskie i rosyjskie w 1792 i ostateczne rozbiory Polski powiększyły problemy finansowe. W styczniu 1796 również Antoni zmarł, zostawiając wszystkie kłopoty wdowie z jedynakiem 11-letnim synem Antonim Pawłem.
W administracji wielkich długów pomagał wdowie Baron Lestwitz z pobliskiego majątku Czyrniny. We wrześniu 1798 sąd wydał wyrok likwidacji ruchomości. Wierzyciele zebrali się w Lesznie, gdzie odbyła się w listopadzie i grudniu licytacja mebli, biblioteki i sztuki z zamku rydzyńskiego. Jednak rząd pruski uznał, że majątki włączone do Ordynacji nie podlegają pretensjom kredytujących.
Tymczasem przyszły wojny napoleońskie. Mając 22 lata Antoni Paweł Sułkowski wstąpił do wojska napoleońskiego i brał udział w walkach w Hiszpanii, w wyprawie rosyjskiej, a po śmierci Józefa Poniatowskiego objął na krótki czas komendę nad korpusem polskim. Wrócił do Rydzyny w 1815 i sam zajął się sprawami Ordynacji. Z powodu braku funduszy na utrzymanie zlikwidowano pomarańczarnię i inne budynki. Później stosunki finansowe trochę się poprawiły i Antoni Paweł przeprowadził zmianę rozkładu parku rydzyńskiego z dawnego stylu francuskiego na styl angielski.
Rząd pruski wydalił ojców pijarów z Rydzyny, a szkoła została zamknięta w sierpniu 1820. Cały sprzęt został przeniesiony do szkoły publicznej w Lesznie. Budynek szkolny został rozebrany, ale budynek internatu po drugiej stronie ulicy Zamkowej istnieje do dzisiaj (jako szkoła podstawowa).
W kwietniu 1836 Antoni Paweł zmarł. Opiekę nad szesnastoletnim synem Augustem (matka już nie żyła) powierzono prezesowi sądu poznańskiego Luwigsdorf-Frankenbergowi. Ten sumiennie zajmował się sprawami Ordynacji. Jednak gdy August doszedł do pełnolecia i ożenił się z Marią Mycielską w 1843, sytuacja znowu się pogorszyła z powodu wystawnego stylu ich życia towarzyskiego. Nastąpiła również pruska reforma rolna. W 14 gminach wiejskich należących do Ordynacji przydzielono chłopom ok. 2500 ha ziemi.
Po śmierci Augusta w listopadzie 1882, Ordynacja przeszła na jego syna Antoniego Stanisława, który miał już 38 lat. Z pierwszą żoną Emmą d'Alcantarą miał dwóch synów – Aleksandra & 1 XII 1903 z Maria Uznanską (ur. 1873, zm. 1905) i Franciszka (ur. 1874, zm. 1898). Obaj synowie zmarli bezdzietnie jeszcze za życia Augusta.
Po śmierci ostatniego ordynata Antoniego Stanisława, 15 czerwca 1909, w myśl Artykułu III, majątek Ordynacji Sułkowskich miał być oddany na użytek Komisji Edukacji Narodowej pod nazwą Fundacji Książąt Sułkowskich. Antoni Stanisław uważał, że artykuł ten jest nieważny, skoro Komisja Edukacji Narodowej już nie istniała. Przed śmiercią, w 1905 r., spisał w Berlinie umowę spadkową uznając swoich kuzynów Henryka Potockiego i Antoniego Wodzickiego za uniwersalnych spadkobierców jego majątku. Rząd pruski natomiast uważał, że Pruskie Kolegium Szkolne jest legalnym następcą Komisji, a sąd w Poznaniu to potwierdził.
Wobec tego, we wrześniu 1909 Pruskie Kolegium Szkolne zostało wpisane do ksiąg wieczystych w Rydzynie jako nowy właściciel dóbr Fundacji. Obszar dóbr wynosił wtedy trochę ponad 7634 hektarów. Kolegium z kolei sprzedało majątki i zamek Pruskiej Komisji Kolonizacyjnej w 1911. Następnie wybuchła I wojna światowa. Przez ostatnie dwa lata wojny zamek był używany jako oficerski obóz jeniecki dla jeńców rosyjskich i francuskich.

## W II Rzeczypospolitej Polskiej

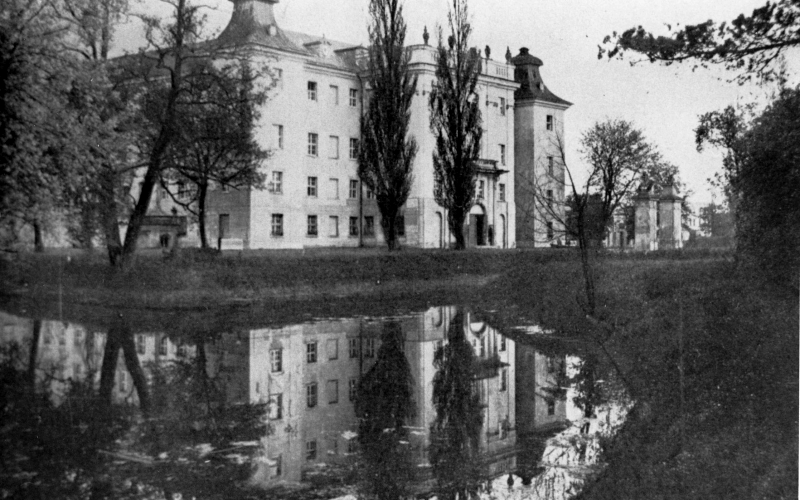
Zamek w Rydzynie, rok 1938

Po krótkim okresie walk stoczonych przez powstańców wielkopolskich, 17 stycznia 1920 wojska polskie wkroczyły do Rydzyny. Skarb państwa polskiego przejął całość dóbr Fundacji. Sam zamek i teren w pobliżu zostały oddane Ministerstwu Wyznań Religijnych i Oświecenia Publicznego, lasy zostały przejęte przez lasy państwowe, posiadłości ziemskie przez Urząd Ziemny do rozparcelowania. Jednak Ministerstwo W.R.O.P. starało się o rewindykację dóbr ordynackich od Skarbu Państwa dla Fundacji Sułkowskich. 7 stycznia 1924 Ministerstwo powołało tymczasowe Kuratorium Fundacji, które wytoczyło skargę przeciwko Skarbowi Państwa. Wyrok sądu okręgowego w Poznaniu 31 grudnia 1924 w zupełności skargę uwzględnił.
19 maja 1926 Ministerstwo nadało Fundacji nowy statut uwzględniający zmienione warunki.
Jako cel Fundacji określiło "...utrzymywanie szkół o typie powyżej szkoły powszechnej, a poniżej szkoły akademickiej, oraz internatów, przeznaczonych dla niezamożnej, a wyjątkowo zdolnej i obdarzonej zadatkami charakteru młodzieży polskiej...". W ten sposób, po 150 latach, wola księcia Augusta Sułkowskiego została wykonana. Zarząd nad Fundacją powierzono 5-osobowemu kuratorium z prezesem Mieczysławem Chłapowskim (ziemianinem z okolicy Kościana i działaczem społecznym). Powołano również prawnika i zarządcę majątkami rolniczymi Leona Preibisza na zarządcę Dóbr Fundacji.
Przepisanie tytułu własności na rzecz Fundacji Sułkowskich nastąpiło 19 maja 1926. Sporo dóbr uległo już rozparcelowaniu – zostało tylko blisko 5818 ha z dawnej własności Fundacji. Dopiero w umowie zawartej 12 sierpnia 1932 Skarb Państwa oddał Fundacji jako ekwiwalent cztery folwarki o powierzchni ok. 2113 ha w powiecie kościańskim oraz 90 akcji w cukrowni w Miejskiej Górce i 763 000 złotych.
Stan zamku był opłakany, od 1908 r. nie wykonano żadnych prac konserwacyjnych, z wyjątkiem koniecznej naprawy dachu, gdy zamek był używany jako obóz jeniecki. Najbardziej konieczne roboty konserwacyjne wykonane zostały już w 1923. Potrzeba było jednak dużo pracy dla adaptacji zamku do celów szkoły i internatu. W maju 1924 został powołany komitet, który powierzył inżynierowi dyplomowanemu Stefanowi Cybulskiemu pracę nad projektem. Plan został ukończony i aprobowany w listopadzie 1925. Koszty obliczano na 673 327 złotych. Praca została rozpoczęta pod dyrekcją inż. Cybulskiego w marcu 1927. W toku robót okazało się, że stan budowlany zamku był dużo gorszy niż myślano, w związku z czym został poszerzony. Prace ukończono w sierpniu 1928.
W międzyczasie Kuratorium Fundacji zajmowało się planowaniem nowego gimnazjum. Na wiosnę 1928 Tadeusz Łopuszański został powołany na dyrektora tego zakładu. Łopuszański był ministrem W.R.O.P. w 1919–1920 i podsekretarzem stanu w tymże ministerstwie przez następne 5 lat. Przez wiele lat pracował nad swoją teorią stworzenia średniej szkoły doświadczalnej, która miałaby kształcić uzdolnioną młodzież dla nabrania odpowiedzialności za przyszłość Ojczyzny. Teraz miał możliwość wprowadzić teorie w życie. 11 września 1928 Gimnazjum im. Sułkowskich zostało uroczyście otwarte. W 1934, w myśl nowego systemu organizacji szkół średnich, szkołę przekształcono na Gimnazjum i Liceum im. Sułkowskich.
Szkoła rozwijała się pomyślnie przez następne lata. Dopiero wejście armii niemieckiej 1 września 1939 położyło kres tej wspaniałej inicjatywie.
Przez 11 lat istnienia szkoły, doskonale zostały wykonane cele Fundacji. 115 studentów ukończyło szkołę zdając maturę. W 1939 r. w szkole było ok. 100 uczniów, którym wojna przerwała naukę. Około 170 uczęszczało tylko kilka lat i z rozmaitych powodów przeszło do innych szkół. Niektórzy nie wytrzymali rygoru rydzyńskiego, lub odeszli z powodów zdrowotnych. Część była wydalona, bo nie dotrzymywała wysokich standardów naukowych lub wychowania (np. dwa stopnie "niedostateczne" powodowały usunięcie). Znamienne jest, że prawie wszyscy wydaleni dostali bardzo wysokie wyniki w szkołach, do których się przenieśli. 60% wszystkich maturzystów mogło uczęszczać do szkoły rydzyńskiej tylko dlatego, że Fundacja udzielała im stypendiów całkowite lub częściowo. Wśród maturzystów było 7 synów chłopów, 7 synów robotników, 17 synów drobnych urzędników lub skromnych kupców. Cel Fundacji – umożliwienie edukacji dla niezamożnej, a wyjątkowo zdolnej i obdarzonej zadatkami charakteru  – został spełniony. Niesłusznie media w Polsce Ludowej określały szkołę rydzyńską jako „elitarną”.
W wojnie zginęło 50 wychowanków i 8 nauczycieli oraz prezes Kuratorium Mieczysław Chłapowski.

## W PRL
Zamek i oficyny zostały splądrowane zaraz po zajęciu Rydzyny przez Niemców 1 września 1939. Później zorganizowano tutaj szkołę i internat dla Hitlerjugend. Większość ludności polskiej została wysiedlona z dóbr Fundacji, a sama Fundacja została zlikwidowana.
W końcu stycznia 1945 wojska sowieckie weszły do Rydzyny. Następnego dnia żołnierze podpalili zamek i nie pozwolili ludności miasta na działania ratunkowe.
Leon Preibisz, który wrócił do Rydzyny i do swojej roli Zarządcy Dóbr Fundacji, starał się o zabezpieczenie przede wszystkim zamku i oficyn, równocześnie próbując znaleźć środki materialne na wznowienie działań statutowych. W panującej wówczas sytuacji politycznej wszystkie jego wysiłki były nadaremne. Zmarł nagle w marcu 1951.
23 sierpnia 1946 Tadeusz Łopuszański napisał list do ministra Oświaty w sprawie wznowienia szkoły rydzyńskiej, ale nie dostał odpowiedzi. Zmarł w 1955.
Fundacja Sułkowskich została zlikwidowana dekretem Rady Ministrów 24 kwietnia 1952 roku, a jej dobra przejął Skarb Państwa. Jakakolwiek dalsza działalność była w czasach PRL bardzo utrudniona. Jednak w 1968 grupa byłych rydzyniaków zebrała się z profesorem Piekarą i napisała list do Ministra Oświaty. Dostali odpowiedź odmowną. Towarzystwo Miłośników Rydzyny zostało stworzone w mieście Rydzyna z celem rozszerzenia informacji o szkole i ideach Dyrektora drogą publikacji.
Stowarzyszenie Inżynierów i Techników Mechaników Polskich (SIMP), organizacja z wieloma członkami, którzy zajmowali poważne pozycje w przemyśle krajowym, przejęło ruiny zamku i zdobyło fundusze na odbudowę. W latach 1970–1989 pieczołowicie na podstawie fotografii i rysunków doprowadzono sale reprezentacyjne oraz mury zewnętrzne do oryginalnej świetności. 

## W III Rzeczypospolitej Polskiej
Dopiero w zmienionej sytuacji politycznej po 1989, absolwenci dawnego gimnazjum utworzyli Fundację im. Tadeusza Łopuszańskiego z celem wznowienia Fundacji Sułkowskich i szkoły. Niestety, pomimo opracowania projektu sejmowego podpisanego przez odpowiednią liczbę posłów, projektu nie dopuszczono do dyskusji sejmowej. Również apel do prezydenta Kwaśniewskiego w 2004 pozostał bez skutku.
Obecnie zamek działa jako hotel i centrum konferencyjne. Posiada również restaurację. W bibliotece znajdują się zbiory dokumentów Fundacji Sułkowskich oraz przedwojennego gimnazjum.

## Ordynaci na Rydzynie
- August Kazimierz Sułkowski (1729–1786), założyciel i I ordynat
- Aleksander Antoni Sułkowski (1730–1786), II ordynat, brat
- Antoni Sułkowski (1733–1796), III ordynat, brat poprzednich
- Antoni Paweł Sułkowski (1785–1836), IV ordynat, syn poprzedniego
- August Sułkowski (1820–1892), V ordynat, syn poprzedniego
- Antoni Stanisław Sułkowski (1844–1909), VI i ostatni ordynat, syn poprzedniego.

W związku z posiadaniem ordynacji rydzyńskiej, każdemu ordynatowi przysługiwało dziedziczne miejsce w Pruskiej Izbie Panów.